# John Cripps

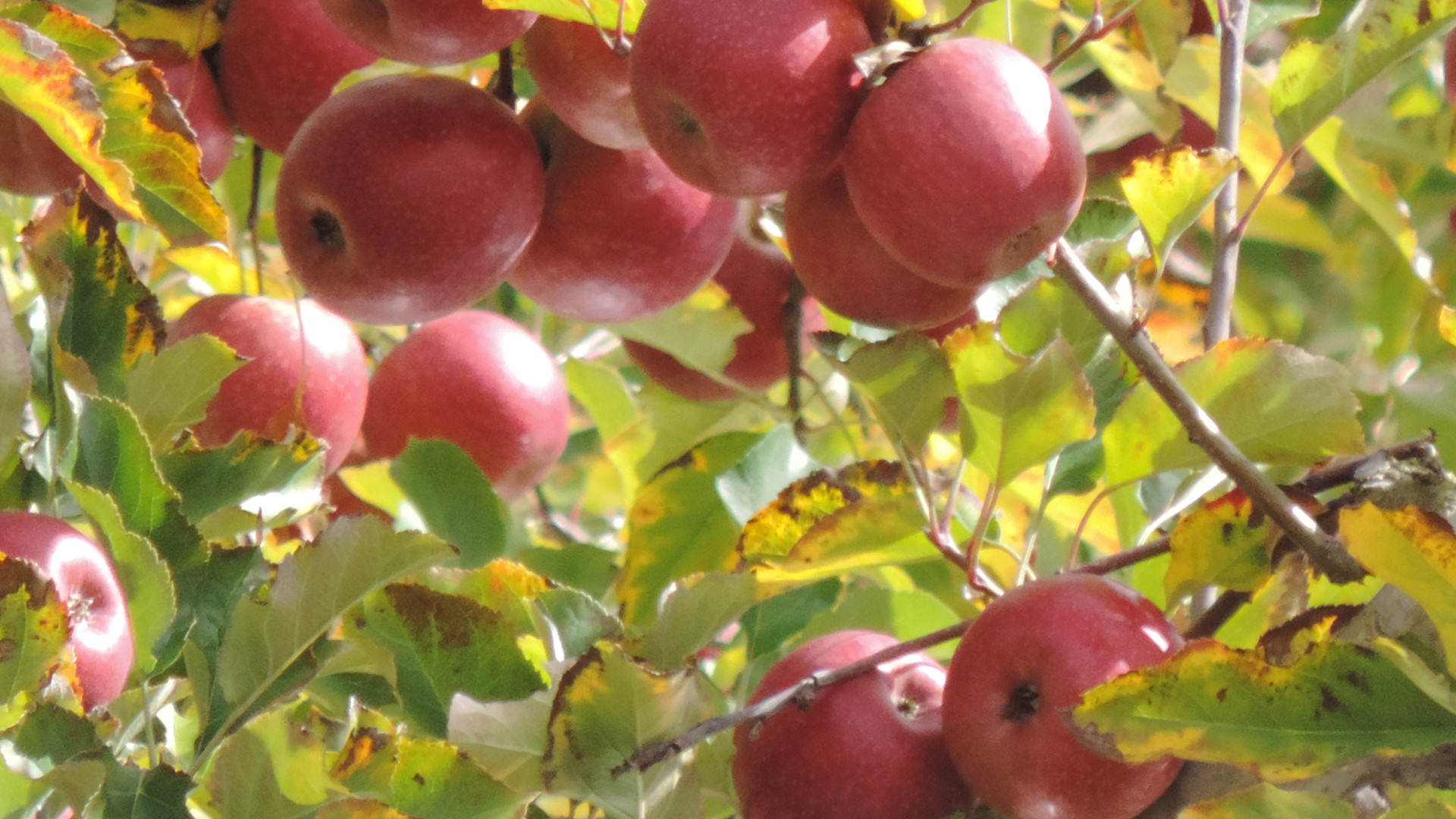
Pink Lady

John Ernest Lane Cripps AO (* 9. April 1927 in Steyning, West Sussex, England; † 10. Mai 2022 in Westaustralien) war ein britisch-australischer Gartenbauer. Er war vor allem für die Züchtung der Äpfel Pink Lady („Cripps Pink“) und Sundowner („Cripps Red“) bekannt.

## Leben
Cripps wurde in England geboren und absolvierte ein Gartenbaustudium an der University of Reading. 1955 wanderte er aufgrund eines Stellenangebotes des westaustralischen Landwirtschaftsministeriums nach Perth aus. 1959 wurde der Fachgartenbauexperte Abteilungsleiter und arbeitete an der Entwicklung von Unterlagen und Strategien zur Optimierung der Gartenbauproduktion in Westaustralien.
John Cripps verstarb kurz nach Vollendung seines 95. Lebensjahres in Westaustralien.

## Ehrungen
Im Jahr 2010 wurde er in die Hall of Fame der Royal Agricultural Society of Western Australia für seinen bedeutenden Einfluss auf die Apfelindustrie Australiens aufgenommen. 2015 wurde er zum Officer of the Order of Australia (AO) für herausragende Verdienste um die Grundstoffindustrie durch international anerkannte, innovative Beiträge für den Agrar- und Lebensmittelsektor sowie für die Gemeinschaft ernannt.